# Дэвидсон, Томас (палеонтолог)
Томас Дэвидсон (англ. Thomas Davidson,17 мая 1817, Эдинбург, Шотландия — 14 октября 1885, Брайтон, Восточный Суссекс) — английский учёный-палеонтолог и геолог. Иностранный член Российской академии наук, член-корреспондент РАН с 1880 года.

## Биография
Родился 17 мая 1817 года в Эдинбурге. Его родители владели землёй в округе Мидлотиан. Томас Дэвидсон рано проявил интерес к палеонтологии. Обучался в Эдинбурге, во Франции, Италии и Швейцарии.
Изучал брахиопод, собрал уникальную коллекцию окаменелостей. Выпустил шесть томов научного описания брахиопод с собственными иллюстрациями. Свои книги и коллекцию подарил в Национальный музей в Южном Кенсингтоне.
С 1852 года был членом Лондонского геологического общества, с 1857 года — Лондонского королевского общества. В 1865 году был награждён медалью Волластона.
В 1870 году Лондонское королевское общество наградило Томаса Дэвидсона Королевской медалью.
Иностранный член-корреспондент РАН c 05 декабря 1880 года — Физико-математическое отделение (по разряду физических наук).
В 1882 году Томас Дэвидсон получил степень доктора права в Сент-Эндрюсском университете.
Умер 14 октября 1885 года в Брайтоне.

## Галерея

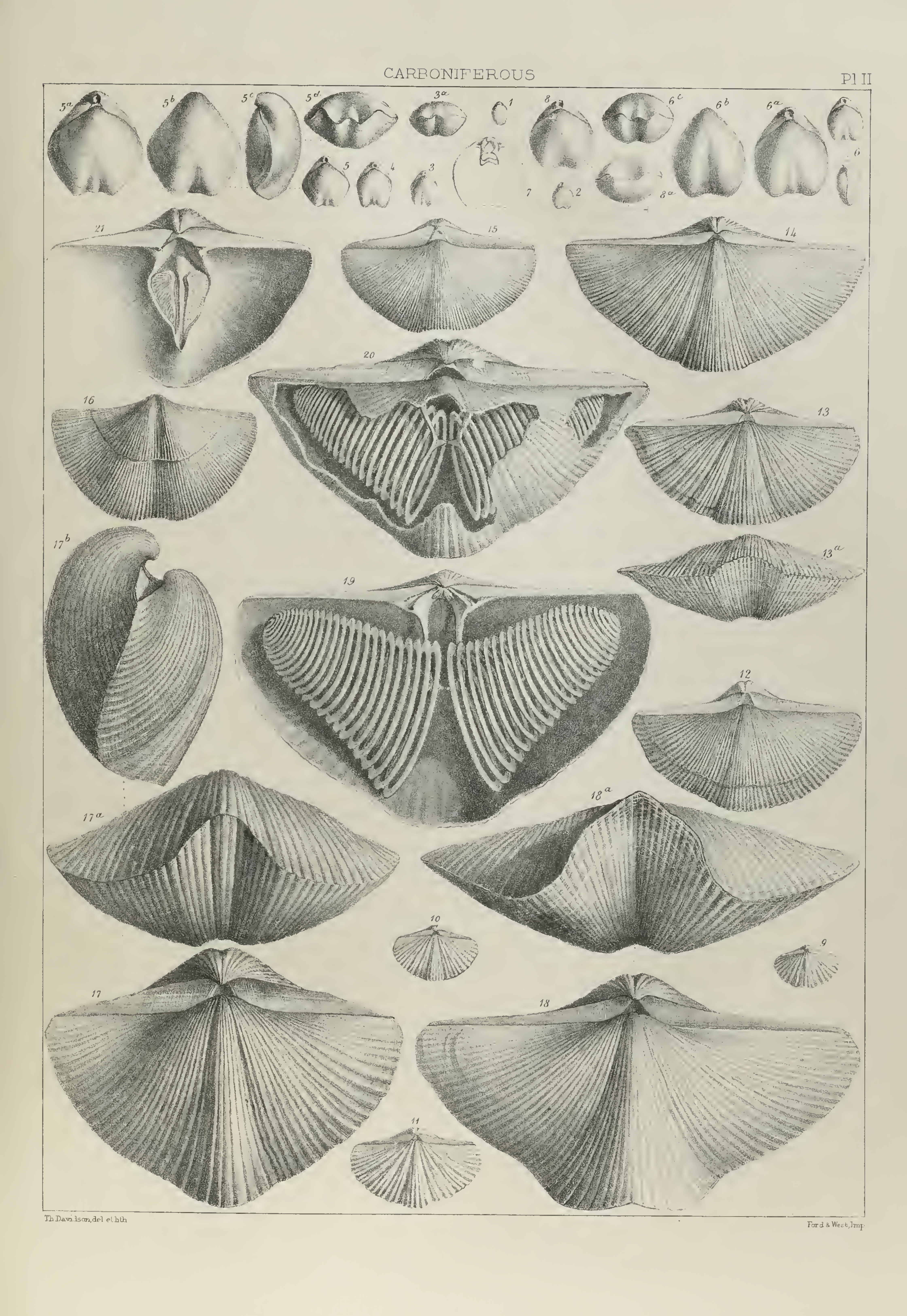
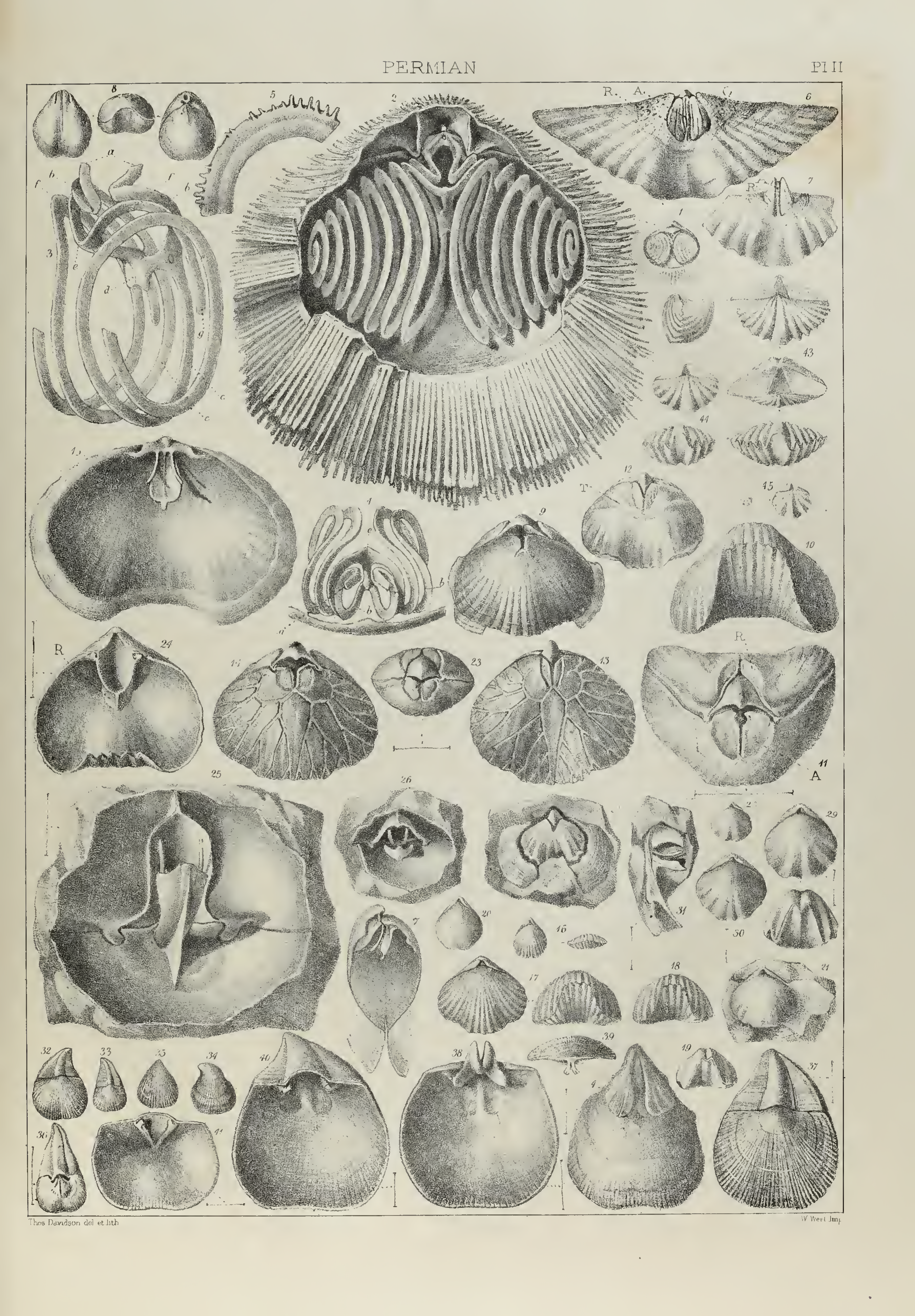
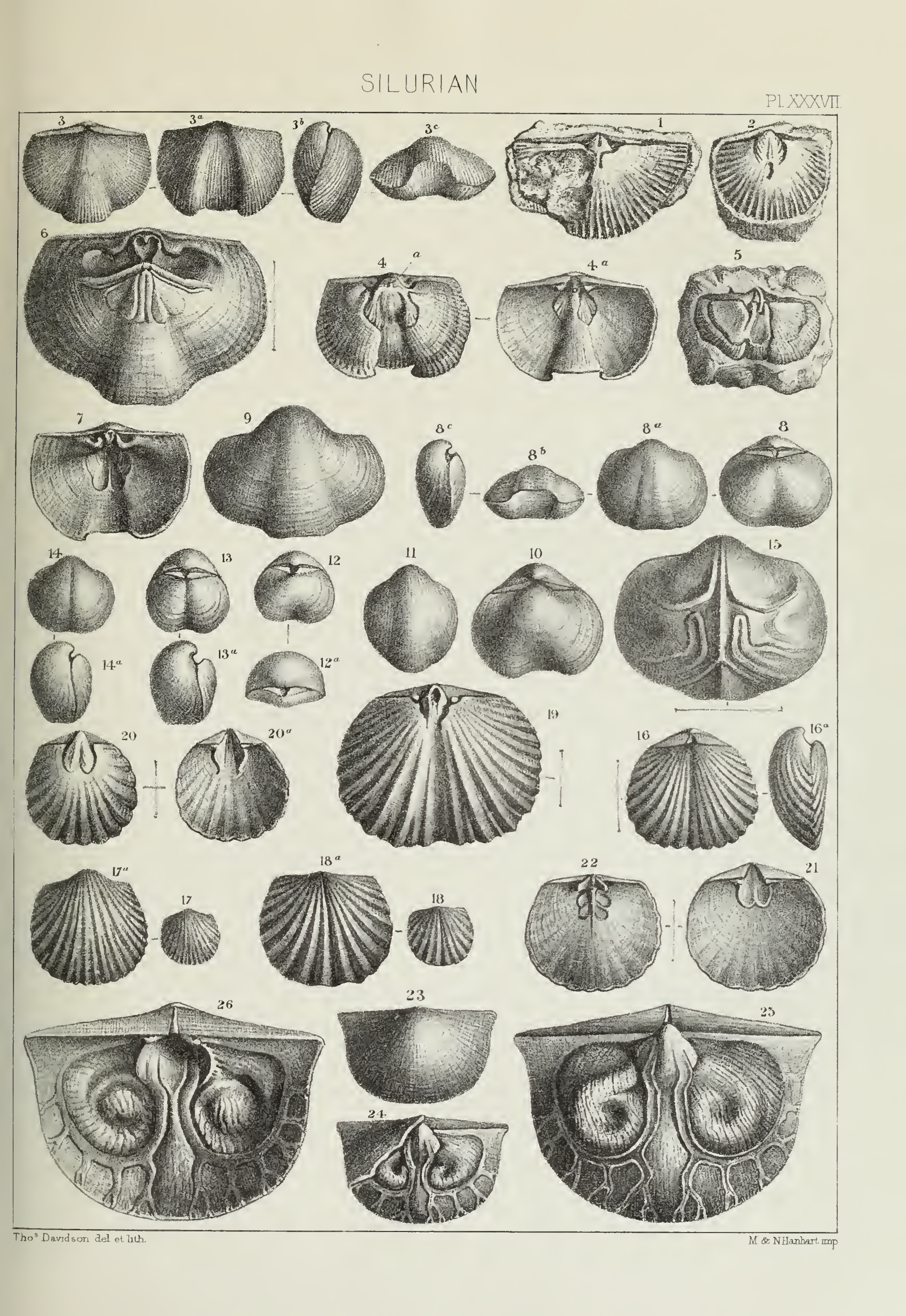
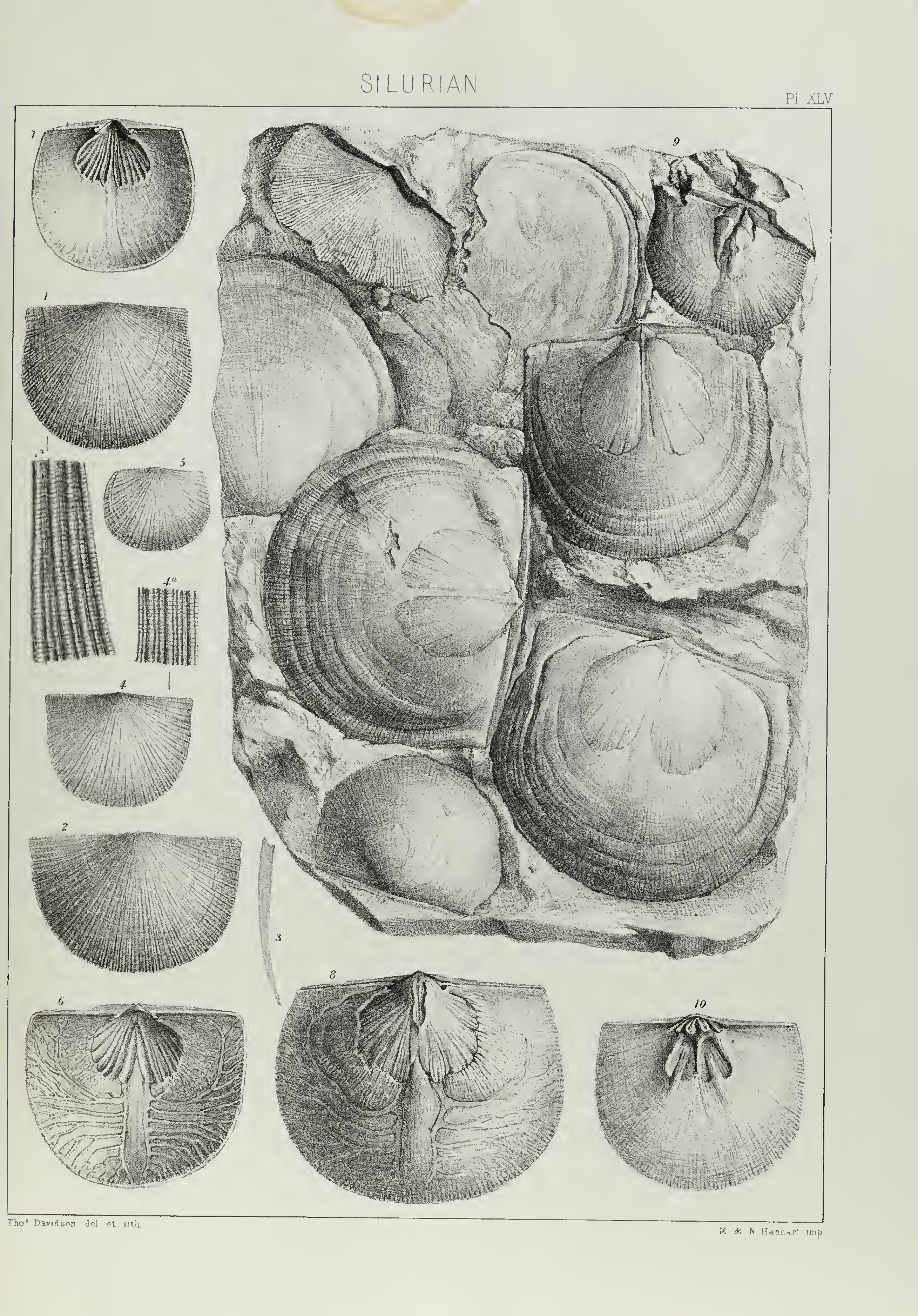
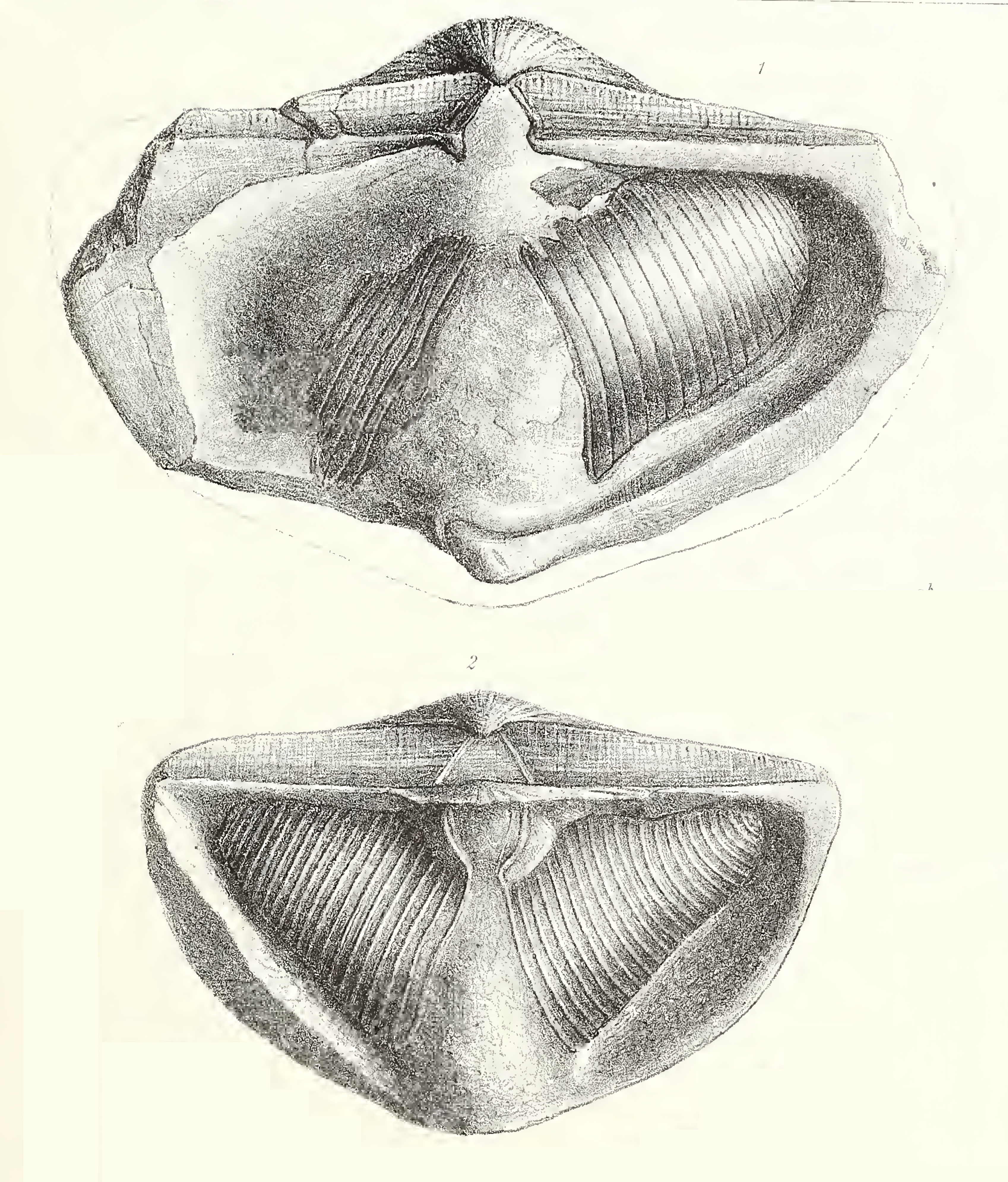
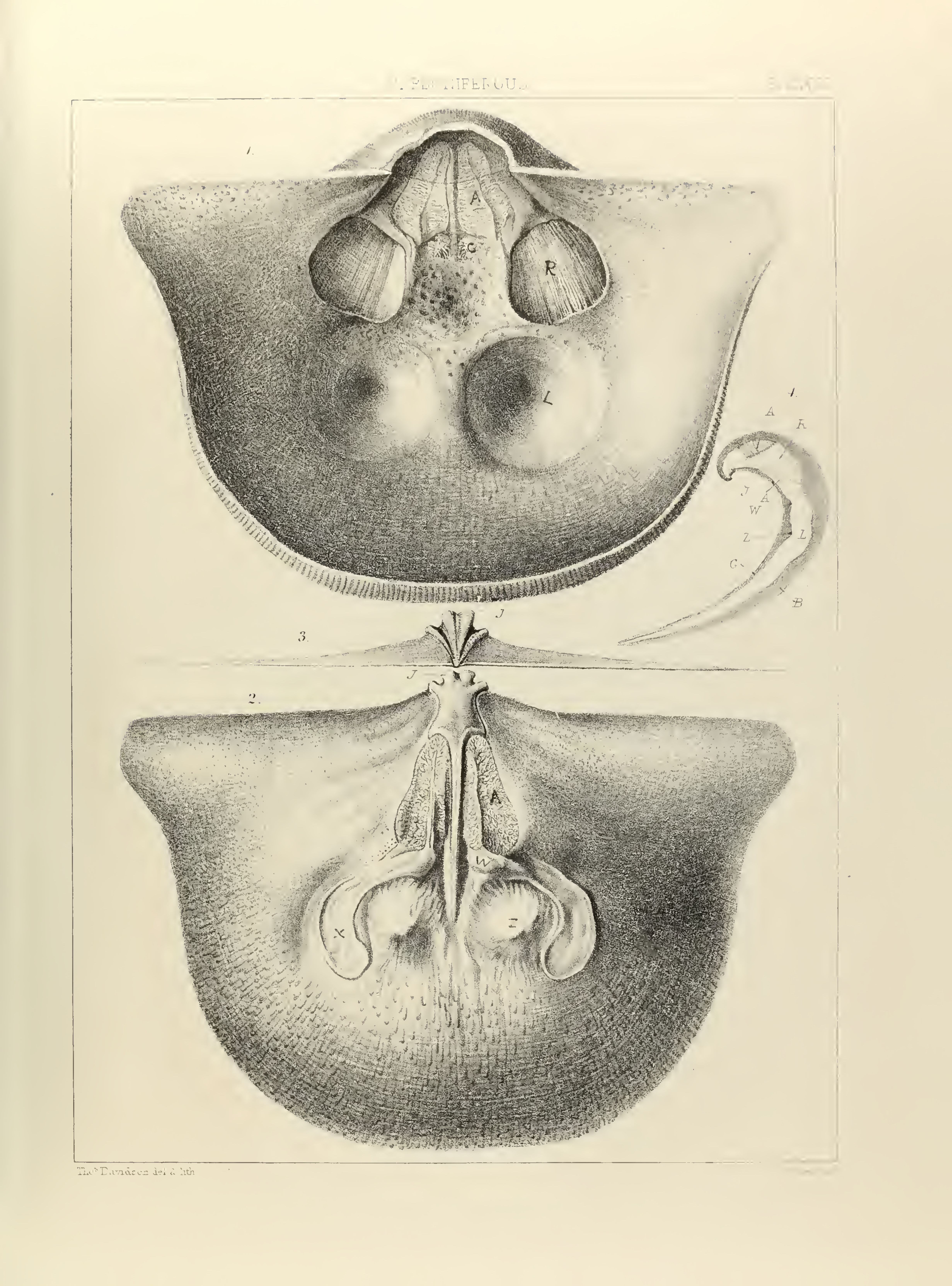
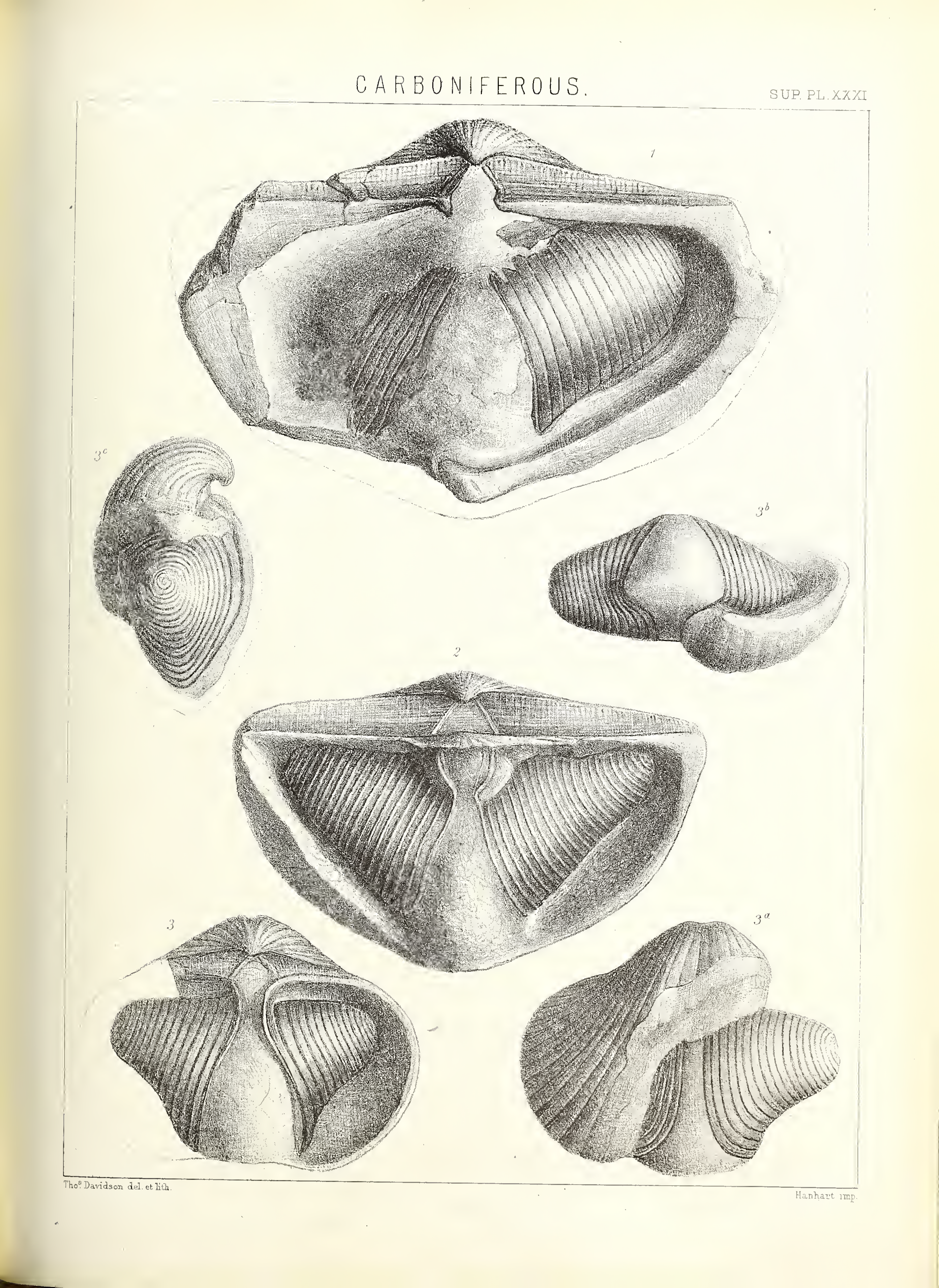

### Другие публикации
- Davidson, Thomas (1854). Observations on the Chonetes comoides (Sowerby). Quarterly Journal of the Geological Society. 10 (1–2): 202–207. doi:10.1144/GSL.JGS.1854.010.01-02.15. S2CID 130533051.
- —— (1862). On some Carboniferous Brachiopoda collected in India by A. Fleming, MD, and W. Purdon, Esq., FGS. Quarterly Journal of the Geological Society. 18 (1–2): 25–35. doi:10.1144/GSL.JGS.1862.018.01-02.14. S2CID 140666108.
- —— (1863). On the Lower Carboniferous Brachiopoda of Nova Scotia. Quarterly Journal of the Geological Society. 19 (1–2): 158–175. doi:10.1144/GSL.JGS.1863.019.01-02.21. S2CID 129380318.
- —— (1864). On the Recent and Tertiary Species of the Genus Thecidium. Geological Magazine. 1 (1): 12–22. Bibcode:1864GeoM....1...12D. doi:10.1017/S0016756800469803. S2CID 131306922.
- —— (1864). Outline of the geology of the Maltese Islands, by Dr. Leith Adams, of the 22nd Regiment; and descriptions of the Brachiopoda. Annals and Magazine of Natural History. 14 (79): 1–11. doi:10.1080/00222936408681650.
- —— (1877). What is a Brachiopod?. Geological Magazine. 4 (4): 145–155. Bibcode:1877GeoM....4..145D. doi:10.1017/S0016756800148927. S2CID 133771716.
- —— (1881). On genera and species of spiral-bearing Brachiopoda, from specimens developed by the Rev. Norman Glass: with notes on the results obtained by Mr. George Maw from extensive washings of the Wenlock and Ludlow shales of Shropshire. Geological Magazine. 8 (1): 1–13. Bibcode:1881GeoM....8....1D. doi:10.1017/S0016756800112993. S2CID 140633706.
- —— (1886-1888). A Monograph of Recent Brachiopoda. Transactions of the Linnean Society of London. 2nd Series: Zoology. 4: 1–73, 75–182, 183–248. doi:10.1111/j.1096-3642.1886.tb00655.x.{{cite journal}}:  Википедия:Обслуживание CS1 (формат даты) (ссылка)